# 施泰德勒魏爾湖

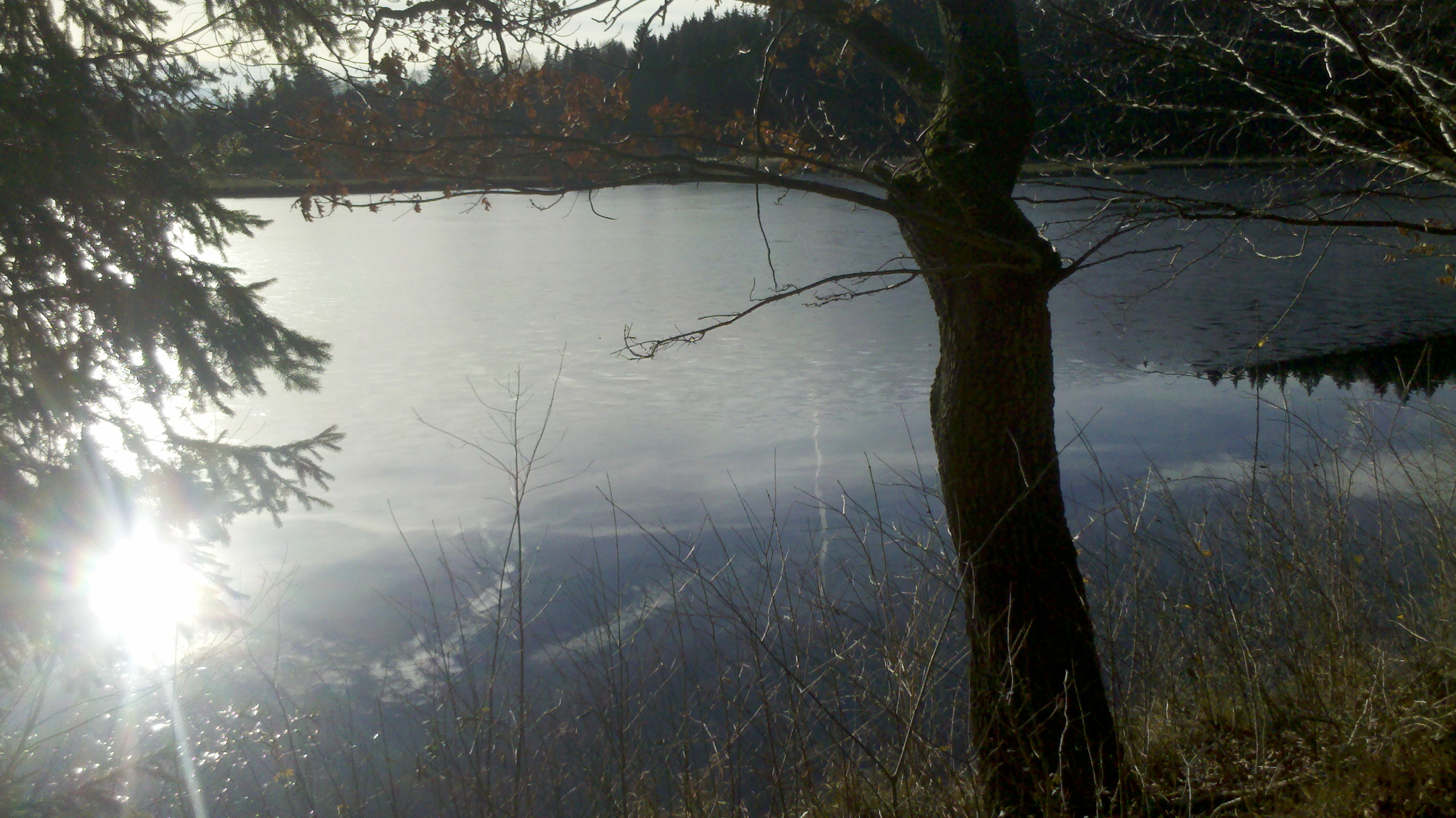

47°47′05″N 11°14′34″E / 47.78467°N 11.24283°E
施泰德勒魏爾湖（德語：Stadler Weiher），是德國的湖泊，位於該國東南部，由巴伐利亞州負責管轄，處於埃伯芬，長0.3公里、寬0.2公里，海拔高度665米，該湖用於捕魚活動。